# 塔伊夫

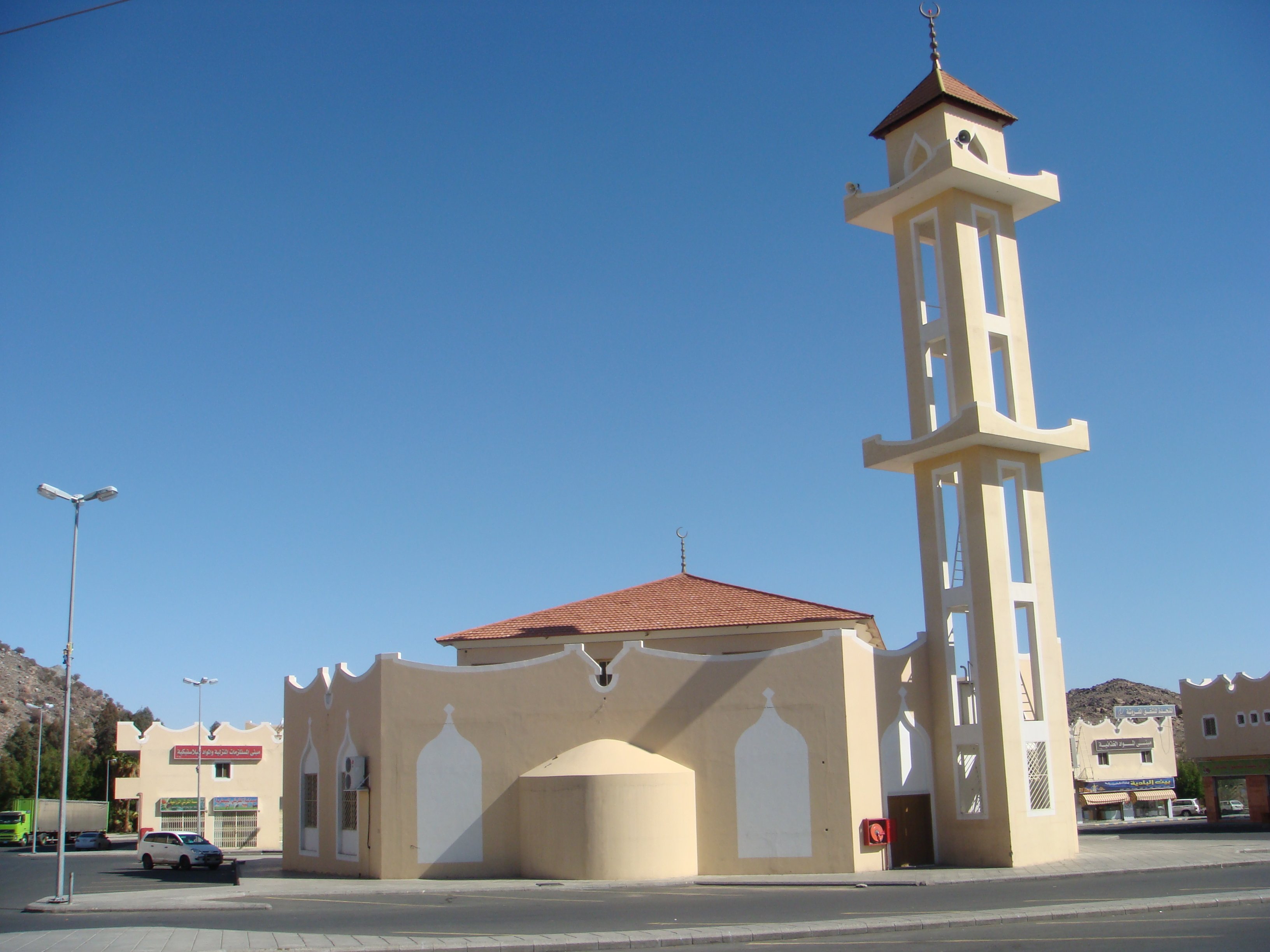
塔伊夫的清真寺

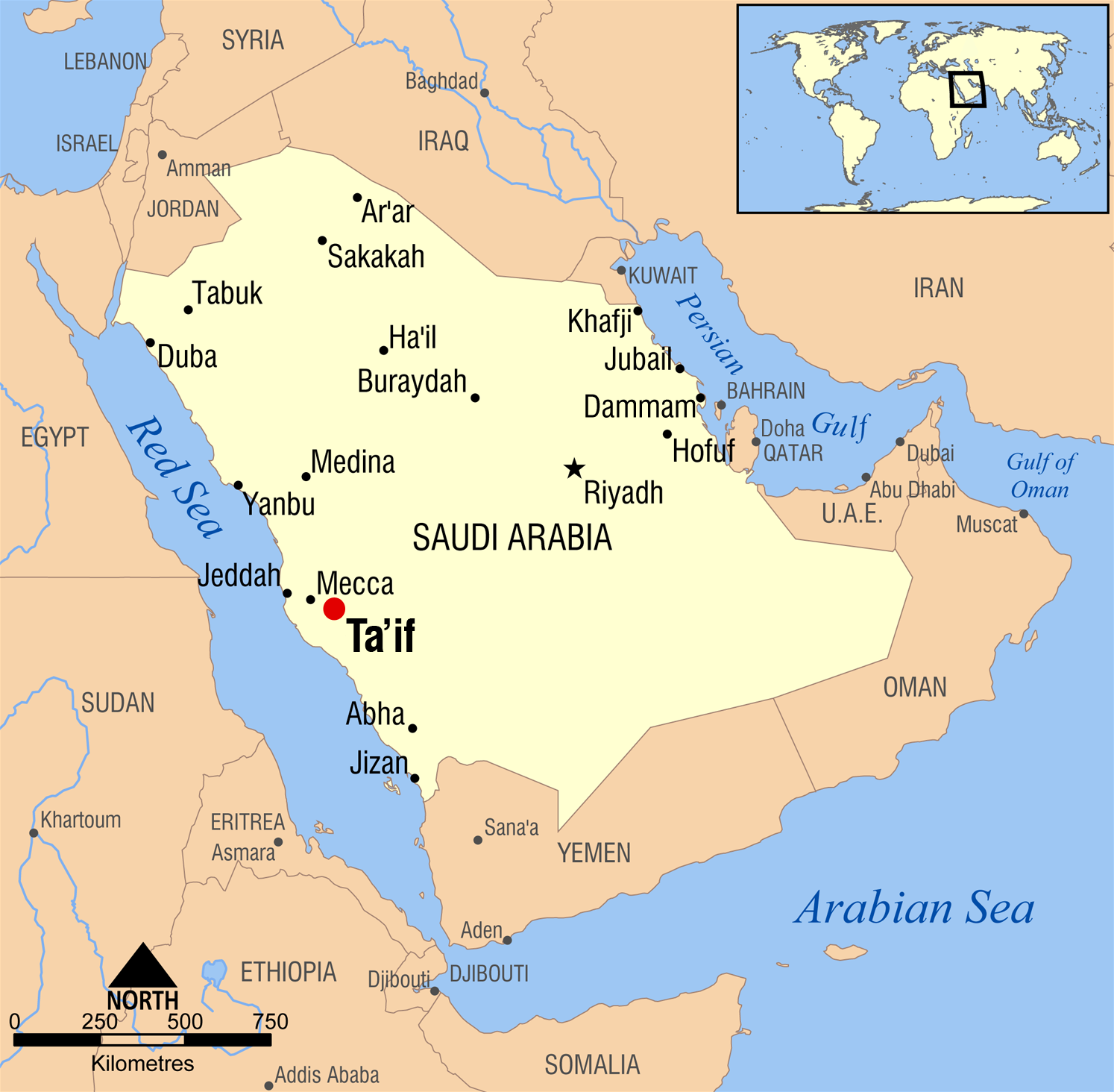
塔伊夫位於沙特阿拉伯西部，毗鄰麥加城

塔伊夫（阿拉伯语：‎）是沙特阿拉伯麥加省的城市，位於麥加東南100公里，海拔1,879米（6,165呎），2004年人口521,273，居民主要是信奉遜尼派的沙特阿拉伯人，也有來自亞洲、土耳其和其他阿拉伯國家的人。每年夏天，沙特阿拉伯政府從利雅德移往塔伊夫避暑。塔伊夫是農業地區的中心，以葡萄和蜂蜜最有名。非穆斯林從塔伊夫駕車到吉達要繞過麥加(因非穆斯林不得進入麥加)，車程增加約110公里。